# Fightgirl Ayşe
Fightgirl ist ein dänischer Martial-Arts-Coming-of-Age-Film für Kinder und Jugendliche von Natasha Arthy aus dem Jahr 2007. Das dreisprachige interkulturelle Sozialdrama (dänisch, türkisch, deutsch) war ein großer Erfolg in Dänemark und wurde auch von der Auslandskritik wohlwollend aufgenommen.
In Deutschland hatte der Film im Januar 2009 seinen Kinostart.

## Inhalt
Die in Dänemark lebende Türkin Aicha liebt Kung Fu und ist so talentiert, dass die Trainerin ihrer Selbstverteidigungsgruppe vor Ort eine Förderung in einer elitären Kung-Fu-Schule empfiehlt. Dieser Vorschlag stößt bei Aichas Vater, da sie dort auch mit Männern kämpfen würde, auf Unverständnis und er verbietet ihr, weiter Kung Fu zu trainieren. Aicha soll sich lieber auf die Schule konzentrieren, um später wie ihr älterer Bruder Ali Medizin zu studieren. Heimlich lässt sie sich aber doch in der Kampfsportschule ausbilden, trainiert dort mit dem Dänen Emil, der ihr vor allem anfangs hilft. Yasemin, die sich in Kürze mit Ali verloben will, beobachtet die beiden zufällig, als sie sich zur Verabschiedung umarmen und hält Emil fälschlicherweise für Aichas Freund. Sie rät ihr, die Finger von Emil zu lassen.
Wenig später taucht Omar, ein Freund von Yasemins Bruder Memet, in der Kung-Fu-Schule auf. Er erkennt sofort, dass Aicha Türkin ist, und setzt sie mit der Frage, ob ihre Familie über ihr Training Bescheid wüsste, unter Druck. Als er sich schließlich bei Aichas Gürtelprüfung weigert, gegen sie zu kämpfen, wirft ihn der Lehrer aus seinem Team. Aicha erringt den schwarzen Gürtel, Omar aber ist voller Hass auf Aicha, der er den Rauswurf seiner Meinung nach zu verdanken hat.
Bei der Verlobung von Ali und Yasemin verrät er Memet schließlich Aichas Geheimnis. Diese stellt ihn anschließend in der Küche zur Rede und die beiden beginnen zu kämpfen. Schließlich schafft Omar es, Aicha zu überwältigen. Der plötzlich den Raum betretende Vater von Aicha glaubt, dass Omar seine Tochter sexuell bedrängt, und stellt ihn lautstark zur Rede. In den Streit mischen sich dann nach und nach auch Ali, Memet und dessen Vater ein. Memet verrät Aicha schließlich bei ihrem Vater.
Nach diesem Zwischenfall lösen Yasemins Eltern die Verlobung mit Ali wieder. Aichas Eltern sind sehr enttäuscht vom Verhalten ihrer Tochter und auch Ali gibt ihr die Schuld für die Trennung von Yasemin. Als der Vater sie verstößt, bittet Aicha vorübergehend Sofie, eine Freundin aus der Kung-Fu-Schule um Unterkunft und lernt dort für kurze Zeit das Leben eines durchschnittlichen dänischen Teenagers kennen. Nach einer kleinen Party, die Sofie organisiert hat, weil ihre Mutter nicht da ist, bricht sie in die Schule ein, um dort zu übernachten. Dort überrascht sie am Morgen der Lehrer. Wider Erwarten ist er nicht entzürnt über das zerbrochene Fenster, sondern teilt Aicha mit, dass sie sich für die Kung-Fu-Meisterschaft qualifiziert hat.
Doch Aicha will ihrer Familie zuliebe auf Kung Fu verzichten, sich mehr auf die Schule konzentrieren, da ihr Lehrer ihr ebenfalls mitgeteilt hat, dass sie ihr Abitur nur mit größter Mühe bestehen würde, und schließlich will sie auch zu ihren Eltern zurückkehren. Sie hilft ihrem Vater, der, immer noch in der Hoffnung, dass Ali und Yasemin sich verloben und er eine Stelle als Taxifahrer bei Yasemins Vater erhält, für den Taxischein übt. Dabei erreicht sie ein Anruf von Yasemin. Memet, der erfahren hat, dass sie im vierten Monat schwanger ist, will sich an Ali rächen. Aicha und ihr Vater kommen dazu, als Memet, Omar und ein weiterer Freund Ali verprügeln. Als der Vater eingreifen will, wird auch er zu Boden geschlagen. Obwohl er versucht, Aicha zurückzuhalten, stürzt sie sich auf die Angreifer und schafft es, sie dank ihrer Kung-Fu-Künste zu vertreiben.
Der verletzte Ali flüchtet sich verzweifelt in seine Wohnung und der Vater macht Aicha Vorwürfe, sie sei zu nichts zu gebrauchen. In dieser Situation beichtet Aicha, dass sie ihr Abitur voraussichtlich nicht schaffen wird. Als ihr Vater ausrastet, wirft Aicha ihm an den Kopf, dass sie nicht wie Ali sei. Sie geht zu ihrem Bruder und rät ihm, Yasemins Eltern um Entschuldigung zu bitten. Während Ali sich auf den Weg zu Yasemins Familie macht, holt Aicha die zerknitterte Qualifizierungsbestätigung für die Kung-Fu-Meisterschaft und bittet ihren Trainer, sie noch antreten zu lassen. Sie gewinnt gegen alle Gegner – auch gegen Emil – und steht schließlich gegen Omar im Finale, der es knapp gewinnt.
Auf dem Siegerpodest versöhnen Aicha und Omar sich und Aicha schafft es endlich, auch zu ihren Gefühlen zu Emil zu stehen. Ali und Yasemins Familie haben sich ebenso wieder versöhnt und Aicha sagt ihrem Vater, dass sie das Abitur in einem Jahr nachmachen wird, aber nicht vorhat, Medizin zu studieren. Der Vater versöhnt sich schließlich mit Aicha und ihren Plänen.

## Entstehung
Die erste Idee zu dem Film entstand laut Regisseurin dadurch, dass ihr in ihrem Umfeld – für sie selbst überraschend – aufgefallen war, wie viele junge Mädchen insbesondere mit muslimischen Familienhintergrund begeisterte Kampfsportlerinnen sind.

## Rezensionen
Der Film wurde in Deutschland von zahlreichen Rezensenten überaus positiv besprochen. Jörg Taszman vom Deutschlandfunk allerdings bedauerte, dass der durch seine guten Darstellerleistungen bestechende Film es in dem auf türkische Filme spezialisierten Verleih Maxximum Film Und Kunst „leider sehr schwer haben werde (in Deutschland), Zuschauer zu erreichen“. Michaela Schlagenwerth von der Berliner Zeitung sieht in dem Film eine „ziemlich spannende und unterhaltsame Coming-of-Age-Geschichte (…) im sozial realistischen Milieu“. Jana M. Jäger vom Tagesspiegel kommt zum Schluss „Sehenswert“. Insbesondere die junge türkisch-dänische Hauptdarstellerin spiele „authentisch und voller Energie“. Gleich mehreren Rezensenten drängt sich bei dem rasant geschnittenen Film ein Vergleich mit Lola rennt auf. Die Wiener Zeitung urteilte: „Sozialrealismus, Martial Arts-Ballette und Coming of age verbindet Natasha Arthy zu einer energiegeladenen Symbiose“.

## Auszeichnungen
Neben der Nominierung Semra Turans als „beste Hauptdarstellerin“ für die Titelrolle für den renommierten dänischen Filmpreis Bodil und einer gleichlautenden Auszeichnung auf dem Sitges Festival Internacional de Cinema de Catalunya erhielt der Film auf den 50. Nordische Filmtagen in Lübeck 2008 den „Kinder- und Jugendfilmpreis“.

## Einzelbelege
1. ↑   Freigabebescheinigung für Fightgirl Ayşe. Freiwillige Selbstkontrolle der Filmwirtschaft, Dezember 2008 (PDF; Prüfnummer: 116 335 K).
2. ↑  Liste mit Links zu Kritiken über „Fightgirl“. filmz.de, abgerufen am 7. November 2009.
3. ↑  Jörg Taszman: Fightgirl Ayşe. Deutschlandradio Kultur, 31. Dezember 2008, abgerufen am 7. November 2009.
4. 1 2  Michaela Schlagenwerth: Ayse rennt. In: Berliner Zeitung, 31. Dezember 2008
5. ↑  Tilmann P. Gangloff: Die Freiheit einer Kämpferin. DerWesten.de, 31. Dezember 2008, archiviert vom Original am 23. September 2015.
6. ↑  Fightgirl Ayse. Wiener Zeitung, 31. Dezember 2008, abgerufen am 25. November 2013.